# Asociación Internacional de Fomento
La Asociación Internacional del Fomento (en inglés: International Development Association (IDA)) es una institución financiera internacional que ofrece préstamos en condiciones concesionarias y subvenciones a los países en desarrollo más pobres del mundo. La AIF es miembro del Grupo del Banco Mundial y tiene su sede en Washington, D. C., Estados Unidos. Se estableció en 1960 para complementar el Banco Internacional de Reconstrucción y Fomento existente prestando a los países en desarrollo que sufren el ingreso nacional bruto más bajo, la solvencia crediticia problemática o el ingreso per cápita más bajo. En conjunto, la Asociación Internacional de Fomento y el Banco Internacional para la Reconstrucción y el Fomento se conocen colectivamente como el Banco Mundial, ya que siguen al mismo liderazgo ejecutivo y operan con el mismo personal.
La asociación comparte la misión del Banco Mundial de reducir la pobreza y tiene como objetivo proporcionar financiamiento de desarrollo asequible a países cuyo riesgo crediticio es tan prohibitivo que no pueden permitirse pedir prestado comercialmente o de otros programas del Banco. El objetivo declarado de la AIF es ayudar a las naciones más pobres a crecer más rápida, equitativamente y de manera sostenible para reducir la pobreza. La AIF es la mayor proveedora de fondos para proyectos de desarrollo económico y humano en las naciones más pobres del mundo. De 2000 a 2010, financió proyectos que reclutaron y capacitaron a 3 millones de docentes, inmunizaron a 310 millones de niños, financiaron $ 792 millones de dólares en préstamos a 120,000 pequeñas y medianas empresas, construyó o restauró 118,000 kilómetros de caminos pavimentados, construyó o restauró 1,600 puentes y amplió el acceso a agua entubada para 113 millones de personas y mejoró las instalaciones de saneamiento a 5,8 millones de personas. La AIF ha emitido un total de $ 238 mil millones de dólares en préstamos y donaciones desde su lanzamiento en 1960. Treinta y seis de los países prestatarios de la asociación se han graduado de su elegibilidad para sus préstamos en condiciones favorables. Sin embargo, nueve de estos países han recaído y no se han vuelto a graduar.

## Afiliación

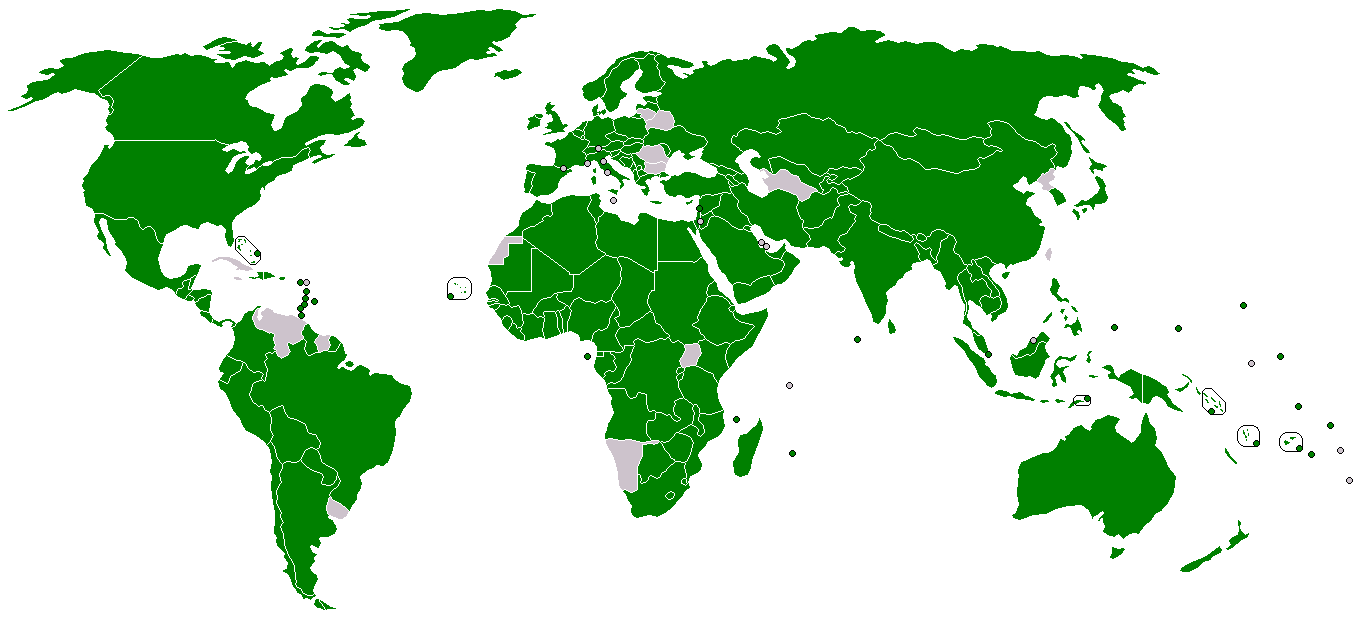
Países miembros de la Asociación Internacional de Fomento.

La AIF cuenta con 173 países miembros que pagan contribuciones cada tres años como reabastecimiento de su capital. La AIF presta a 75 países, más de la mitad de los cuales (39) están en África. La membresía en la AIF está disponible solo para los países que son miembros del Banco Mundial, particularmente el BIRF. A lo largo de su vida, 44 países prestatarios se han graduado de la asociación, aunque 9 de estos países han recaído como prestatarios después de no mantener su estatus de graduados.
Para ser elegibles para recibir apoyo de la AIF, los países son evaluados por su pobreza y su falta de solvencia crediticia para préstamos comerciales y del BIRF. La asociación evalúa a los países según su ingreso per cápita, la falta de acceso a los mercados de capital privado y el desempeño de las políticas en la implementación de reformas económicas o sociales en favor del crecimiento y la lucha contra la pobreza. Hasta 2019, para obtener préstamos de los programas de préstamos concesionales de la AIF, el ingreso nacional bruto (INB) per cápita de un país no debe superar los $ 1,145 (en dólares de 2019 ).

### Países que se graduaron de los préstamos de la AIF
Los siguientes países se han graduado de su elegibilidad para los préstamos de AIF.
| - Albania (2008) - Azerbaiyán (2011) - Botsuana (1974) - Chile (1961) - China (1999) - Colombia (1962) - Costa Rica (1962) - República Dominicana (1973) - Ecuador (1974) - Egipto (1999) - se graduó en el año fiscal 81, recayó en el año fiscal 91, se graduó nuevamente en el año fiscal 99 | - El Salvador (1977) - Guinea Ecuatorial (1999) - India (1994) - Indonesia (2008) - se graduó en el año fiscal 80, recayó en el año fiscal 98, 99, se graduó en el año fiscal 08 - Jordania (1978) - Mauricio (1975) - Montenegro (2008) - Marruecos (1975) - Macedonia del Norte (2002) - Paraguay (1977) | - Filipinas (1993) - se graduó en el año fiscal 79, recayó en el año fiscal 91, se graduó en el año fiscal 93 - San Cristóbal y Nieves (1994) - Serbia (2007) - Corea del Sur (1973) - Suazilandia (1975) - Tailandia (1979) - Túnez (1977) - Turquía (1973) |

### Países recurrieron a los préstamos de la AIF
Los siguientes países han recaído en su elegibilidad para los préstamos de AIF y aún no se han vuelto a graduar o, en cambio, se han vuelto parcialmente elegibles (también conocido como un país mixto).
- Camerún (1994)
- República del Congo (1994)
- Costa de Marfil (1992)
- Honduras (1991)
- Nicaragua (1991)
- Nigeria (1989)
- Papúa Nueva Guinea (2003, partially eligible)
- Siria (2017)
- Zimbabue (1992)

## Préstamos
La AIF presta a los países con el objetivo de financiar proyectos que desarrollarán infraestructura y mejorarán la educación, la atención sanitaria, el acceso a agua limpia y las instalaciones de saneamiento y la responsabilidad ambiental. Se considera que es la ventana de préstamos blandos del Banco Mundial, mientras que el BIRF se considera la ventana de préstamos duros. La asociación ofrece subvenciones y préstamos con vencimientos de entre 25 y 40 años, períodos de gracia de 5 a 10 años y tasas de interés del 2.8% o 1.25%, dependiendo de si el prestatario es un país mixto y en qué grado es elegible. Los prestatarios regulares elegibles para AIF pueden aprovechar los préstamos sin intereses. Los recursos financieros se asignan a los países elegibles en función de su éxito en la implementación de políticas nacionales favorables al crecimiento y de reducción de la pobreza. La AIF utiliza el indicador de desarrollo de la Evaluación institucional y de políticas nacionales (CPIA) del Banco Mundial para determinar el lugar de cada país en un índice de asignación de recursos. Luego prioriza sus préstamos a los países que se consideran más prometedores en términos de políticas favorables y eficacia de la ayuda. La AIF adoptó la ventana de respuesta a la crisis en 2007 para permitir la rápida provisión de financiamiento de emergencia en respuesta a las crisis. La asociación adoptó el Mecanismo de Respuesta Inmediata en 2011 para proporcionar a los prestatarios de la AIF acceso inmediato para retirar partes no desembolsadas de sus préstamos, en caso de que surja una crisis que cumpla con los criterios del mecanismo.

### África
Debido a que los países africanos enfrentan una de las situaciones de pobreza y subdesarrollo más graves y porque 39 de esos países son los Estados miembros más pobres de AIF, la asociación asigna aproximadamente la mitad de los recursos de la AIF para financiar proyectos en esos países. Como resultado de sus esfuerzos para mejorar la región, la AIF ha ayudado a llevar electricidad a 66 millones de africanos desde 1997, ayudó a construir o restaurar 240,000 kilómetros de caminos pavimentados y ayudó a inscribir a 15 millones de niños africanos en la escuela desde 2002. La AIF fue aprobada en mayo de 2012 para otorgar un crédito de $ 50 millones de dólares al Proyecto de Desarrollo de Mujeres Emprendedoras como parte de un esfuerzo para ayudar a las mujeres en Etiopía a participar en negocios como empleadas o líderes calificadas. Si bien los resultados positivos de los esfuerzos de la AIF en África habían sido históricamente lentos, la gran asignación de fondos a los países africanos dio lugar a resultados positivos, particularmente en los esfuerzos de desarrollo de infraestructura y agricultura.

### Asia
Los esfuerzos de la AIF en Asia han sido particularmente exitosos. Numerosos países asiáticos se han graduado del programa de préstamos de IDA, incluyendo Filipinas, China, Corea del Sur y Tailandia. De los países prestatarios de la asociación, aproximadamente 20 están en Asia. Los esfuerzos de la asociación en el sur de Asia se han centrado principalmente en proyectos de educación, salud, transporte, agricultura y energía. Debido al rápido crecimiento de las poblaciones de los países asiáticos, han surgido algunas bolsas de pobreza. Para mitigar este efecto, la AIF adoptó un plan de acción económico que estableció organizaciones para mejorar la educación y la atención médica, con un enfoque en la reducción de la pobreza en las naciones asiáticas en formas compatibles con la cultura local.